# Hubbertova teorija vrhunca
Hubbertova teorija vrhunca tvrdi da za svako zemljopisno područje, od pojedinog naftnog polja pa do planeta u cjelini, količina proizvedene nafte teži tome da slijedi zvonoliku krivulju. Pri početku krivulje (prije vrhunca), proizvodnja raste zbog ulaganja u infrastrukturu. Na kasnijem dijelu krivulje (nakon vrhunca), proizvodnja opada zbog iscrpljivanja izvora.
"Peak Oil" kao vlastita imenica, koji je poznat i pod nazivom Hubbertov vrhunac, odnosi se na zaseban povijesni događaj: vrhunac proizvodnje nafte cijeloga svijeta. Nakon "Peak Oil-a", prema Hubbertovoj teoriji vrhunca, proizvodnje nafte na Zemlji ući će u fazu trajnog opadanja.
Teorija je dobila naziv prema američkom geofizičaru Marionu Kingu Hubbertu, koji je izradio model poznatih pričuvâ nafte i ustvrdio, u znanstvenom radu kojeg je izložio pred Američkim institutom za naftu (American Petroleum Institute) 1956. godine, da će se vrhunac proizvodnje nafte iz konvencionalnih izvora u kontinentalnom dijelu SAD-a dogoditi između 1965. i 1970., a svjetski vrhunac u roku od “otprilike pola stoljeća” nakon objave rada.

## Poveznice
- Održivi razvoj